# Raven (DC Comics)
Raven is een superheldin uit de strips van DC Comics. Ze is vooral bekend van haar rol bij de Teen Titans. Ze maakte haar debuut in DC Comics Presents #26 (oktober 1980), bedacht door schrijver Marv Wolfman en tekenaar George Pérez.
Raven’s krachten zijn uiteindelijk de sterkste krachten van de teen titans(team). Haar vader, Trigon, is demon en wil de wereld veroveren. Maar raven koos ervoor om een superheldin te zijn, en geen superslechterik.

## Biografie

### Eerste leven
Raven is een personage met een morbide verleden. Ze is de dochter van de mens Arella en de demon Trigon. Ze groeide op in een andere dimensie genaamd Azarath, bevolkt door pacifistische wezens. Ze werd aanvankelijk opgevoed door de mystieke Azar, maar na zijn dood nam Arella Raven onder haar hoede.
Op haar 17e ontdekte Raven haar afkomst, en dat haar vader spoedig naar haar dimensie zou komen. Ze benaderde de Justice League voor hulp, maar die weigerde omdat Zatanna Ravens demonische afkomst ontdekte. In een wanhoopspoging bracht ze de Teen Titans weer bij elkaar. Haar team bestond uit Robin, Wonder Girl, Kid Flash, Starfire, Cyborg, en Beast Boy. Het team versloeg Trigon,en sloot hem op in een interdimensionale gevangenis. Desondanks kon Raven niet geheel aan haar vaders invloed ontsnappen, en moest geregeld vechten om haar krachten onder controle te houden.

### Tweede leven (White Raven)
Raven was lange tijd absent van het team in de tijd rond de Crisis on Infinite Earths verhaallijn. Ze keerde weer terug toen Brother Blood haar ving om Nightwing in zijn macht te krijgen. Raven werd gered door de Titans. Ze begon vanaf dit momente en witte cape te dragen als teken dat ze vrij was van haar vaders invloed.
Raven ontdekte dat ze niet alleen de emoties van anderen kon voelen, maar ook kon manipuleren.
Ravens leven bleef vrijwel onveranderd, tot ze werd ontvoerd door de Wildebeest Society gedurende de Titans Hunt verhaallijn. De Wildebeest wilde de Titans gebruiken om Tigron te bevrijden. Raven kwam weer onder invloed van haar vader te staan, en werd tijdelijk zijn handlanger. Raven slaagde er nog net in haar bewustzijn over te brengen op Starfire. Nadat de Titans de slechte Raven versloegen, werd het bewustzijn van de goede Raven een wezen van gouden energie, zonder fysieke vorm.

### Derde leven
Als geest dwaalde Raven een tijdje over de Aarde, totdat ze werd gereïncarneerd in het lichaam van een tiener door de Church of Blood. Ze deden dit om haar te laten trouwen met Brother Blood, iets wat zou resulteren in het einde van de wereld. De Titans verstoorden de bruiloft, en Raven sloot zich weer bij hen aan.

## Krachten en vaardigheden
Raven beschikt over de kracht van empathie. Ze kan emoties van anderen absorberen en zo ervaren hoe anderen zich voelen. Ze kan ook emoties van anderen stelen zodat die persoon geheel emotieloos wordt. Tevens kan ze iemands lijden verminderen door de pijn van die persoon te absorberen. Raven had ooit de gave om haar eigen emoties over te brengen op anderen, maar die gave ging verloren na haar “dood”.
Raven verkreeg na haar reïncarnatie de gave om te vliegen.
Raven kan haar “ziel” zichtbaar maken via astrale projectie. Deze ziel neemt meestal de vorm aan van een mens of enorme raaf. Via haar zielvorm kan Raven haar bewustzijn overbrengen op anderen met verschillende resultaten, waaronder offensieve aanvallen en het uitschakelen van een tegenstander. Tevens kan ze in haar zielvorm haar lichaam laten teleporteren.
In sommige verhalen kan Raven ook magie gebruiken.

## In andere media
- Raven is een van de hoofdpersonages uit de live-actionserie Titans uit 2018, hierin wordt ze gespeeld als Teagan Croft.
- Raven was een vast personage in de Teen Titans animatieserie. Hierin werd haar stem gedaan door Tara Strong. In de serie stond ze ook wel bekend onder de namen "Rae" en "Rae-Rae". Ze was duidelijk jonger dan haar stripversie, en stond bij het team bekend als het meest volwassen teamlid. Ze beschikte over een groot aantal krachten, die geactiveerd werden met de woorden "Azarath Metrion Zinthos". Haar krachten waren teleportatie, maken van monsters (vaak onbewust), tijdmanipulatie, snelle genezing, helderziendheid en telekinese die zich manifesteert in de vorm van zwarte energie.